# Юбилейный сельский округ (Северо-Казахстанская область)
Юбилейный сельский округ (каз. Юбилейный ауылдық округі) — административная единица в составе района Шал акына Северо-Казахстанской области Казахстана. Административный центр — село Крещенка.
Население — 1707 человек (2009, 2519 в 1999, 3484 в 1989).
Динамика численности
| Численность населения | Численность населения | Численность населения |
| 1989                  | 1999                  | 2009                  |
| --------------------- | --------------------- | --------------------- |
| 3484                  | ↘2519                 | ↘1707                 |

## История
Юбилейный сельский совет образован Указом Президиума Верховного Совета Казахской ССР от 10 июня 1970 года. 12 января 1994 года постановлением главы Северо-Казахстанской областной администрации образован Юбилейный сельский округ.
В 2013 году в состав сельского округа вошла территория ликвидированного Октябрьского сельского округа (сёла Узынжар, Куртай, Тельманово).

## Состав
В состав округа входят такие населенные пункты:
| Населенный пункт   | Население, человек (1989) | Население, человек (1999) | Население, человек (2009) |
| ------------------ | ------------------------- | ------------------------- | ------------------------- |
| Белоградовка, село | 307                       | 177                       | 157                       |
| Крещенка, село     | 817                       | 720                       | 501                       |
| Куприяновка, село  | 333                       | 328                       | 254                       |
| Куртай, село       | 293                       | 148                       | 93                        |
| Тельманово, село   | 308                       | 247                       | 129                       |
| Узынжар, село      | 1426                      | 899                       | 573                       |